# Base aérienne de Richmond
RAAF Base Richmond (IATA : XRH, ICAO : YSRI) est une base aérienne militaire de la Royal Australian Air Force (RAAF) située dans la ville de Hawkesbury, à environ 50 kilomètres au nord-ouest du centre d'affaires de Sydney, en Nouvelle-Galles du Sud. Située entre les villes de Windsor et de Richmond, la base est la plus ancienne base de la Nouvelle-Galles du Sud et la deuxième plus ancienne d'Australie. La base abrite le quartier général de la division lié au transport de la RAAF, l'Air Lift Group, et ses principales formations opérationnelles, les No. 84 Wing et No. 86 Wing. Le principal type d'avion utilisé sur la base est le Lockheed C-130 Hercules. Richmond accueille régulièrement des spectacles aériens et a parfois été envisagé comme site pour le deuxième aéroport international de Sydney.
Située sur un terrain connu à l'origine sous le nom de Ham Common, Richmond est devenue une base de la RAAF en 1925. Son premier commandant est le Flight Lieutenant (plus tard squadron leader) Frank Lukis, qui dirige également la première unité aérienne de la base, le No. 3 Squadron. De nombreux autres escadrons sont formés à Richmond dans les années qui suivent, ainsi qu'un Station Headquarters et le No. 2 Aircraft Depot en 1936. La base s'agrandit encore pendant la Seconde Guerre mondiale, avec l'établissement de nouveaux escadrons et d'autres unités, dont la No. 1 (Fighter) Wing et le No.3 RAAF Hospital. Ce n'est qu'après la guerre qu'elle devient le centre destiné au transport de la RAAF, avec l'arrivée de la No. 86 Wing et de ses C-47 Dakota. La base commence à exploiter le Hercules en 1958, complété plus tard par le DHC-4 Caribou et le Boeing 707.